# 人車同行

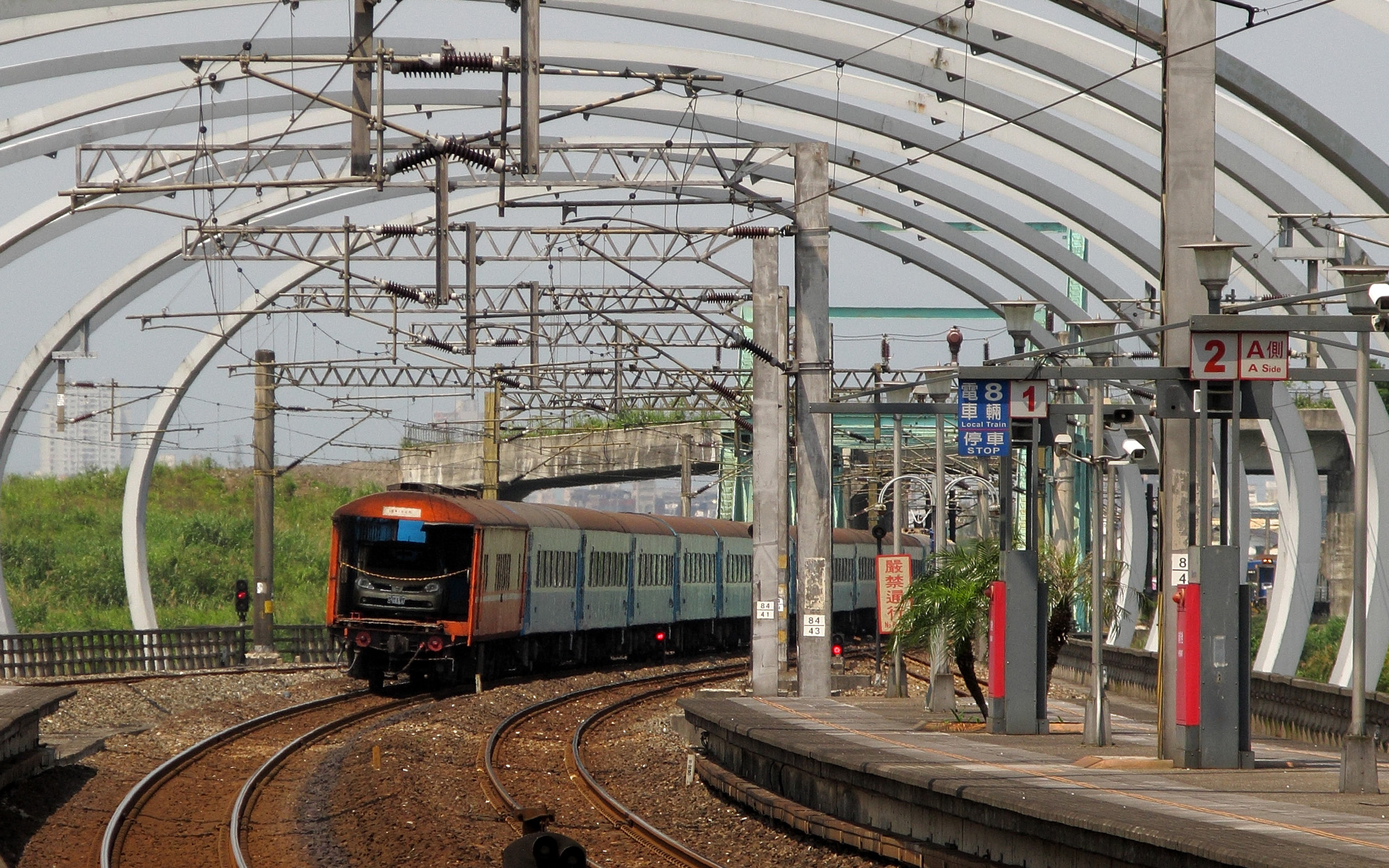
台鐵RCK100型汽車載運車行經冬山車站

人車同行（德語：Autoschleuse Tauernbahn），意指運用鐵路運輸工具裝載公路運輸工具，並與駕駛人一同搭乘同班列車運往目的地。換言之，將汽車、巴士可如同乘客一起搭乘火車，並與駕駛人到相同目的地。
人車同行是一項交通運輸服務方式，現今在奧地利聯邦鐵路、德铁汽车列车皆有此項服務。
在英吉利海峽隧道，除了純客車歐洲之星外，還有人車同行的雙層汽車運輸車廂，如此可將車輛駛入車廂內，使車輛自由穿梭於英法兩國之間，跟傳統的渡輪用途相似。
在台灣，蘇花公路常年有風雨沖毀沿線路段，造成花蓮往來宜蘭、臺北的交通中斷。在2007年經歷聖帕颱風、柯蘿莎颱風、米塔颱風之後，終於由台灣鐵路管理局於2007年9月1日開始試辦，為期六個月，試辦路線指定樹林站－花蓮站，以改造的BCK專用車廂附掛在特定班次莒光號或復興號，服務內容原初為乘客將車輛駛進專用車廂後，坐在自己車輛內，藉火車載運車輛之車廂來運輸，後來改成乘客將車輛駛進專用車廂後，在該班次莒光號或復興號保留座位供乘客搭乘。如此可避開蘇花公路坍方之虞、道路中斷等不便，同時因應來減低二氧化碳排放及能源消耗等造成全球暖化問題。不過後續因上車前要提早一個半小時報到，卸車又花了一個小時，外加搭車三個多小時，前後達六個小時，比自行開車到花蓮還耗時，隨車的車主都抱怨時間冗長而導致使用率不佳，故2012年1月16日起改為宜蘭站至花蓮站，之後起初使用率不錯，但使用率仍開始逐年降低，再加上蘇花改當時即將全線通車後之衝擊且仍需開車前一小時報到之限制，雖台鐵官網仍有人車同行之服務，但自2020年12月23日改點後取消683/684次復興號行駛後，人車同行服務實際上也為之停止。

## 外部連結
- 台鐵公告
- 搭火車3小時 等愛車2.5小時
- 人車共乘首航 台鐵累死車主